# Brecha de género en la IA
La brecha de género en la inteligencia artificial (IA) se define como los sesgos de género codificados en productos tecnológicos de IA, en los sectores tecnológico de IA y en educación acerca de IA. Es innegable la presencia de la Inteligencia Artificial (IA) en el diario vivir, desde el uso de redes sociales hasta los sistemas de navegación. Su desarrollo ha permitido evolucionar y facilitar múltiples aspectos de nuestras vidas. Sin embargo, tal avance difiere con el escenario actual que hoy enfrentan las mujeres (a comparación de los varones) en el campo de la inteligencia artificial, donde las brechas de género son cada vez más evidentes y preocupantes, amenazando con el desplazamiento y la marginación femenina. 

## Brecha de género en la participación en tecnología
Es importante reconocer que la IA no es neutral desde el punto de vista de género, lo que supone la preexistencia de la actual brecha de género. Según un informe del Banco Mundial del año 2019, las mujeres representan solo el 22% de los profesionales en el campo de la inteligencia artificial a nivel mundial. Tal cifra se explicaría por los estereotipos de género que limitan la participación de las niñas y mujeres en la ciencia, la tecnología, la ingeniería y las matemáticas (STEM, por sus siglas en inglés). Por lo tanto, la escasa participación no logra ser una representación de la población de mujeres en la sociedad, lo que puede llevar a sesgos y discriminación en los algoritmos y modelos de IA, al reproducir patrones de discriminación en contra de mujeres en diversos contextos en donde la tecnología es utilizada, ensanchando los patrones de discriminación.
De acuerdo a un estudio realizado en 2022 por ONU Mujeres, sólo una de cada 5 personas que se desempeñan en el campo laboral de la Inteligencia Artificial son mujeres. Lo anterior afecta directamente en la composición de los equipos de trabajo que desarrollan este tipo de sistemas, pues, al no ser diversos es menos probable que respondan a las necesidades de todas las personas. Asimismo, según ONU Mujeres en el 44,2% de los sistemas IA se presentan brechas y sesgos de género. Por ejemplo, los sistemas de reconocimiento facial han mostrado sesgos en la identificación de género, siendo menos precisos en la identificación de mujeres.
Una de las iniciativas que se ha tomado para promover la igualdad de representación y acceso académico y laboral de las mujeres a lado de los varones en el campo científico, es el Día Internacional de la Mujer y la Niña en la Ciencia. Pues esta fecha cobra importancia si se observa las cifras de reconocimientos y participación femenina en esta área. En este marco, un informe de la revista WIRED en 2018 reveló que en Google solo el 21% de los roles técnicos y en inteligencia artificial solo el 10% de los cargos eran ocupados por mujeres, mientras que en Facebook las cifras fueron similares, con un 22% y 15%, respectivamente A pesar de los avances significativos que las mujeres han logrado en su participación y rendimiento en el campo de las ciencias, aún no es posible alcanzar la igualdad de participación. Pues, de acuerdo con una investigación llevada a cabo por Holman, si se mantiene el ritmo de crecimiento actual, serían necesarios más de 200 años para cerrar las brechas de género en ciencias de la computación.
Por otro lado, se han llevado a cabo acciones para abordar la problemática de la participación femenina. El gobierno ha inducido la Política de Igualdad de Género para la ciencia, tecnología, conocimiento e innovación, con el objetivo de reducir las brechas de género que obstaculizan la participación y el desarrollo de niñas y mujeres en esta área hasta el año 2030. Esto llegó a crear cupos especiales en las universidades. Un ejemplo de esto es la implementación del “Proyecto Ciencia 20130 UC”, que busca atraer a mujeres con interés científico hacia carreras como física, astronomía, matemáticas o estadística.
En América Latina, la participación laboral de las mujeres presenta una de las brechas más amplias del mundo. Según el Banco Internacional de Desarrollo (BID) en 2019 uno de los principales desafíos que enfrentan las mujeres son los estereotipos sociales y culturales, considerándolas principalmente responsables del cuidado del hogar. Además, si nos centramos en América Latina, las mujeres tienden a tener empleos con baja remuneración, lo que contribuye a la brecha salarial. En consecuencia, según el informe elaborado por BID, las mujeres ganan entre un 5% y un 30% menos que los hombres teniendo el mismo nivel educativo. En cuanto a la participación de las mujeres en el campo de la inteligencia artificial, un estudio reciente de Element realizado en 2019 revela que solo el 18% de las personas que participan en las principales conferencias sobre IA son mujeres.
Por otro lado, Argentina, Brasil y México son los únicos países latinoamericanos que se encuentran dentro de los 34 países con menos diferencias de género en la participación en publicaciones sobre IA según la UNESCO. Argentina ocupa el primer lugar en proporción de publicaciones de IA realizadas por mujeres. Además de los mencionados, otros países como Colombia y Chile tienen estrategias de IA, aunque se centran, principalmente, en la formación laboral de las mujeres en esta área. Mujeres de la sociedad civil lideran las iniciativas para disminuir las brechas de género en cuanto a las IA en América Latina.

## Mujeres referentes en IA
Aunque la Inteligencia Artificial tiene un amplio recorrido, sus cimientos comenzaron a formarse gracias a disciplinas como las matemáticas y la informática. En estas áreas también participaban mujeres, cuyo trabajo ha sido menos reconocido.
Ada Lovelace: fue una matemática y escritora británica conocida por su contribución al desarrollo de la computadora mecánica de Charles Babbage, conocida como la máquina analítica. Su mayor logro fue comprender que esta máquina tenía aplicaciones que iban más allá del cálculo y fue la primera en escribir y publicar un algoritmo destinado a ser procesado por una máquina, convirtiéndola en la primera programadora de ordenadores reconocida. Su trabajo sentó las bases para el desarrollo de la informática.
Terah Lyons: ha dedicado su carrera a trabajar en diversos sectores con el objetivo de asegurar que las decisiones relacionadas con el desarrollo y la implementación de la tecnología de inteligencia artificial (IA) por parte de gobiernos y empresas privadas estén alineadas con el bienestar a largo plazo de la sociedad. Es reconocida a nivel internacional como una experta en la IA/ML y productos de datos y políticas y gobernanza de tecnología emergente. Por otro lado, en su puesto como directora ejecutiva en la Asociación en IA, ha abogado por la importancia de la diversidad, la equidad y la inclusión en la fuerza laboral en la IA.
Cecilia Tham: es CEO y cofundadora de Futurity Systems, además es una futurista aplicada galardonada que se enfoca en la intersección de Ciencia, Tecnología, Estrategia y Diseño para abordar lo desconocido y construir mejores futuros internacionales. Es reconocida internacionalmente por su activismo en la innovación y su objetivo de capacitar a comunidades y organizaciones con tecnologías de rápido crecimiento.
Frances Allen: fue una destacada informática estadounidense y pionera en el campo de la optimización de compiladores. Sus logros incluyeron el desarrollo de compiladores, la optimización de códigos y la computación paralela. Además, fue la primera mujer en convertirse en socia del IBM y en 2006 recibió el prestigioso Premio Turing, convirtiéndose en la primera mujer en lograrlo. Su valiosa contribución ha sido fundamental para impulsar el progreso de las mujeres en el campo de la tecnología y las ciencias, tecnología, ingeniería y matemáticas (CTIM).
Robin Murphy: es una experta en inteligencia artificial y profesora de Ciencias de Computación e Ingeniería en la Universidad de Texas. Su enfoque de investigación se centra en este campo y ha logrado una gran reputación e influencia en el área. Además, se destaca por su singular visión de la robótica y su aplicación en operaciones de rescate durante desastres naturales.
Grace Murray Hopper: fue una matemática estadounidense y contraalmirante de la Marina de los Estados Unidos, reconocida por su destacado papel como pionera en el desarrollo de la tecnología informática. Su contribución fue fundamental en el diseño de UNIVAC I, la primera computadora electrónica comercial.